# ريم مول
ريم مول، هو مركز تسوق في جزيرة الريم، أبو ظبي. يضم أكثر من 400 علامة تجارية عالمية ومحلية، وحوالي 85 مطعمًا، بالإضافة إلى "سنو أبوظبي"، وهي أول حديقة ثلجية داخلية على الإطلاق في العاصمة والثانية التي يتم افتتاحها في دولة الإمارات العربية المتحدة.
بلغت تكلفة إنشاء المركز التجاري 1.2 مليار دولار. تبلغ مساحة متاجر التجزئة فيه أكثر من 190,000 متر مربع (2,000,000 قدم مربع)، مع موقف للسيارات يتسع لحوالي 6,800 سيارة. يضم المركز التجاري مركز لوجستي داخلي يسمح بتسليم البضائع من المتجر إلى الباب في أي مكان في دولة الإمارات العربية المتحدة (حتى 24 ساعة) وفي جميع أنحاء دول مجلس التعاون الخليجي (حتى 72 ساعة)، وهي المرة الأولى التي يتم فيها تطبيق مثل هذه الفكرة على مجمع تجاري.

## أعمال البناء
بدأ بناء المركز التجاري في عام 2017، وتم الانتهاء منه في أواخر عام 2020. قادت عملية البناء والتطوير شركة الفروانية للتطوير العقاري، وكان المقاول الرئيسي هي شركة إيتينيرا غنتوت، ومقاول التجهيز الداخلي هي شركة جي سي ماكلين إنترناشيونال. تبلغ مساحة المركز التجاري حوالي 260 ألف متر مربع (2.8 مليون قدم مربع). افتتح المركز التجاري في 16 فبراير 2023.

## الاستدامة
حصل ريم مول على تقييم بدرجة لؤلؤتين لمرحلة التصميم وفقاً لنظام التقييم بدرجات اللؤلؤ من برنامج استدامة الذي أطلقه مجلس أبو ظبي للتقييم العمراني وذلك من خلال الإجراءات والتدابير الصديقة للبيئة أثناء مرحلتي البناء والاستثمار، حيث تم الأخذ بعين الاعتبار استخدام مواد بناء مستدامة صديقة للبيئة، والاهتمام بالأنظمة البيئية للمياه واستخدام تقنيات الحفاظ على المياه عن طريق الري باستخدام الأنظمة الحديثة، واطلاق نظام فعال لادارة النفايات وإعادة التدوير.

## سنو أبوظبي (حديقة الثلج)
سنو أبوظبي هي حديقة ثلجية مملوكة لمجموعة ماجد الفطيم. يضم المنتزه الثلجي 12 لعبة و17 منطقة جذب عبر المنتزه الثلجي مع درجة حرارة −2 °م (28 °ف) ويصل عمق الثلوج فيها إلى 50 سـم (20 بوصة).

## وصلات خارجية
- الموقع الرسمي